# 盧欽
盧 欽（ろ きん、? - 咸寧4年3月15日（278年4月24日））は、中国三国時代の魏から西晋にかけての政治家・軍人。字は子若。幽州范陽郡涿県（現在の河北省保定市涿州市）の人。祖父は盧植（後漢の侍中）。父は盧毓（魏の司空）。弟は盧珽。子は盧浮。『晋書』に伝がある。

## 経歴
祖父や父がそれぞれ活躍するなど、代々儒学を家業として高官を輩出していた。盧欽は清淡な性格で見識深く、経史をよく学んだ。孝廉に推挙されたが応じず、後に魏の曹爽に召し出されて掾となった。
ある時、曹爽の弟が彼の評判を聞き、配下に迎えたいと申し出た。だが盧欽は、曹爽の弟が法を幾度か犯していることを指摘して、これを拒否した。曹爽は深くこれを受け容れ、弟を罰した。その後、尚書郎に昇るも曹爽が司馬懿に誅殺される（高平陵の変）と、一時免官となった。
しばらくして復帰し、侍御史となり父の爵位である大利亭侯に封じられた上で、琅邪太守に任命された。司馬懿が太傅になると、盧欽は召還され従事中郎となった。しかしその後、再び地方に出て陽平太守となり、淮北都督・伏波将軍に昇進した。盧欽の治績は非常に優れており、周囲の人々から大きく称えられた。このため散騎常侍となり、大司農・吏部尚書に任ぜられ、さらに大梁侯に昇進した。
司馬炎（武帝）が即位して晋が成立すると、盧欽は都督河北諸軍事・平南将軍となり、仮節を与えられた。盧欽の統治は優しさと厳しさの中庸を得ており、彼が地方に赴いている間は辺境の動揺が鎮まったという。洛陽に戻ると尚書左僕射になり、侍中を加えられ、奉車都尉・吏部を兼ねた。盧欽の生活は清貧だったため、司馬炎より絹百匹を賜ったという。盧欽は才能によって人材を推挙し、廉正な政治を実現したとして称賛を受けた。
咸寧4年3月甲申（278年4月24日）に死去し、元と諡された。子が後を継いだ。
司馬炎は悲しみ「盧欽は、履道すること清正たり、執徳にして貞素たり。盧欽の文武への称賛は、中原に轟いていた。高い視野から物事のつり合いを取り、些細なことは許した。内外での勤務はどちらでも活躍し、曲がらない節度を持っていた。盧欽が不幸にして没してしまい、朕は甚だ彼の死を悼む。衛将軍を贈り、開府は儀同三司とせよ。秘器・朝服一具・衣一襲・布五十匹・銭三十万を与えよ」と詔を出した。
盧欽は、高潔な人物で金儲けに執着しなかった。盧欽が死んだ後、遺族は雨露を凌ぐひさしすらない程困窮していた。そのため司馬炎は、特別に銭五十万を下賜し、新しい住処を建てさせてやった。
また司馬炎から「司空王基・衛将軍盧欽・典軍将軍楊囂（楊修の子）らは、普段から清貧であり、死後には遺産がなかった。飢饉のときは、彼らの遺族の懐を確かめ、それぞれ穀三百斛を賜らせるように」と詔が下された。
盧欽は州郡の太守・都督を歴任したが、功名を驕らずただ平然と職務を全うしていた。俸禄が遺族の手元に残らなかったのは、盧欽が貨営（職務とは別に金を稼ぐこと）をやらなかったからであると言われている。
盧欽は礼法を固く遵守する人物であった。妻が亡くなると、定められた喪の期間を終えるまで決して外出しなかった。盧欽が書いた詩・賦・論難は数十篇にもなり、「小道」という題が付けられた。